# 那年夏天你去了哪里
《那年夏天你去了哪里》（英語：Cherry Returns），是一部于2016年上映的電影。由宋佳、林家栋、颜卓灵领衔主演，2016年12月30日于中国大陆上映、2017年1月6日於台灣上映、香港及澳門則於2017年1月12日上映。

## 剧情简介
小女孩“阿櫻”（顏卓靈飾）12年前被人綁架，12年後又重新回到家庭，回家後的阿櫻雖然還是一副純真面孔，但早已不是當年那個天真無邪的小女孩，她並不是尋找親情，而是和當年的綁匪（胡歌飾）合謀設計了一個復仇計畫，意圖拿回本該屬於她的一切，而復仇的物件竟是她的家人。看到身邊人接連意外遇害，阿櫻的姐姐、心理醫生寧靜（宋佳飾）和她的男朋友、負責該案件的鄧督察（林家棟飾）漸漸對阿櫻的身份產生懷疑。

## 演员阵容

### 主要演员
| 演员姓名 | 角色名称 | 介绍 |
| 宋佳     | 袁宁静   |      |
| 林家栋   | 邓Sir    |      |
| 颜卓灵   | 袁宁樱   |      |

### 其他演员
| 演员姓名 | 角色名称 | 介绍 |
| 胡歌     | 袁睢     |      |
| 顾美华   | 袁母     |      |
| 陈观泰   | 袁父     |      |
| 白彪     | 袁亦聪   |      |